# ۱۳۳۶ (میلادی)
۱۳۳۶ (میلادی) هزار وسیصد و سی و ششمین سال تقویم میلادی است.

## درگذشتگان
‎